# П-700 „Гранит“
ПКР П-700 на комплекса ракетно оръжие „Гранит“ (УРАВ ВМФ – 3М45, според класификацията на НАТО: SS-N-19 „Shipwreck“ („корабокрушение“)) е крилата противокорабна ракета (ПКР) с далечно действие, предназначена за борба с мощни корабни групировки, вкл. и авионосни.
При създаването на комплекса за първи път е използван подходът за взаимна връзка между три елемента: средствата за целеуказание (във вид на космически апарати), носителят и ПКР. Създаденият комплекс получава възможност да решава най-сложните задачи в морския бой като огнево средство на самостоятелен носител.
Също е възможно да бъде използван и за унищожаване на брегови цели.

## История на създаването
Работите по създаването на далекобойна свръхзвукова крилата ракета с подводен старт в СССР започват с постановлението на ЦК на КПСС и Съвета на Министрите на СССР № 539 – 186 от 10 юли 1969 г. в ЦКБМ МОМ. Към това време на въоръжение при подводните лодки вече се намира свръхзвуковата крилата ракета П-6; но изстрелването ѝ е възможно само от повърхността, което силно увеличава уязвимостта на подводниците, и с оглед демаскиращия ефект на ракетния залп подлага лодката на значителен риск. Освен това, П-6, проектирана още в края на 1950-те г., десетилетие по-късно вече не отговаря на изискванията по скорост, далечина и височина на полет.
Разработката на новата крилата ракета с подводен старт е инициирана паралелно със създаването на развитието на П-6 – крилатата ракета П-500 „Базалт“, с която е планирано превъоръжаването на съществуващите носители. Обаче П-500 „Базалт“ също е непригодна за подводен пуск. Необходимо е създаването на напълно нова ракета. Проекта получава обозначението П-700 „Гранит“. Впоследствие е взето решение разработката на новата ракета да бъде с използване не само от подводници, а и от надводни кораби, дублирайки по този начин разработката на П-500.
Етапът на полетно-конструкторските изпитания на ракетата протича от ноември 1975 г. Държавните изпитания на комплекса „Гранит“ са в периода от 1979 до юли 1983 г. С постановление на ЦК на КПСС и СМ на СССР № 686 – 214 от 19 юли 1983 г. комплексът е приет на въоръжение за следните кораби:
- атомните подводници проекти 949 „Гранит“ и 949А „Антей“;
- тежките атомни ракетни крайцери проекти 1144 „Орлан“ и 1144.2 „Орлан“;
- тежките авионосни крайцери проект 1143.5 „Кречет“.

Съществуват проекти и за други носители, които обаче не са реализирани.
Разработчици:
- Главна организация – НПО машиностроене. Главен конструктор – Владимир Челомей (от 1984 г. – Херберт Ефремов).
- Бордовата автономна селективна система за управление на ПКР е построена от колектив учени и конструктори на ЦНИИ „Гранит“ под ръководството на неговия генерален директор, Героят на социалистическия труд, лауреатът на Ленинска премия В. В. Павлов.
- Маршевият турбореактивен двигател КР-93 е разработен в КБ Уфимското моторостроително ПО под ръководството на главния конструктор Сергей Гаврилов; системата за управление на двигателя на основата на неврокомпютърното моделиране е разработена от катедрата „Техническа кибернетика“ на Уфимския авиационен институт.
- Вариантът на ракетата с опитен свръхзвуков правоточен двигател 4Д 04 е разработен в ОКБ-670 под ръководството на Михаил Бондарюк.
- Теоретичните основи за построяването на космическата система за целеуказание, взаимното положение на спътниците на орбитите им, параметрите на техните орбити са разработени непосредствено с участието на академик М. В. Келдиш.
- За участието му в създаването на комплекса „Гранит“ Ленинска премия на СССР получава А. А. Саркисов (заместник генерален конструктор в ОКБ-100); Държавна премия на СССР е присъдена на С. А. Сиротин (заместник ръководител на ЦИАМ).

## Конструкция
Ракетата П-700 „Гранит“ има пурообразна форма с пръстеновиден въздухозаборник в предния край и сгъваемо кръстовидно опашно оперение. Късото крило с голяма стреловидност, разгъващо се след пуска, е поставено в централната част на фюзелажа.
В движение ракетата се привежда от разположения по централната ос турбореактивен двигател КР-21-300. Изстрелването на ракетата се осъществява под вода с помощта на разположен зад ракетата блок от четири твърдогоривни ускорителя. Ракетата се съхранява в херметичен транспортно-пусков контейнер със сгънати крила и оперение, въздухозаборникът е прикрит от куполообразен обтекател. Преди старта установката се запълва със задбордна вода (тази процедура се използва и на надводните кораби с цел избягване на повреди по установката от стартовите газове), след което се включва ускорителят, който изтласква ракетата от шахтата и я издига на повърхността на водата. Във въздуха обтекателят на въздухозаборника пада, крилата и оперението се разгъват, използваният ускорител се отделя и ракетата продължава полета с помощта на маршевия двигател.
Ракетата носи бойни части от различни типове. Това може да бъде или полубронебойната (фугасно-проникваща) бойна част с тегло от 584 – 750 кг, или тактическа ядрена с тротилов еквивалент до 50 килотона. Понастоящем във връзка с международните договори за забраната на ядрените крилати ракети с морско базиране, всички П-700 носят само конвенционални бойни части.
Насочването на ракетата се осъществява с помощта на активна радиолокационна глава за самонасочване. Бордовата автономна селективна система за управление на ПКР е построена на основата на трипроцесорна бордова цифрова изчислителна машина (БЦИМ) с използване на няколко информационни канала, което позволява успешен полет в сложна наситена от шумове обстановка и определянето на истинските цели на фона на смущенията. При групов пуск на ракети (залп), ракетите, откриват противника със своите глави за самонасочване, обменят си информация, идентифицират и разпределят целите според техните размери, взаимно разположение и други параметри. В БЦИМ са заложени електронните данни за съвременните класове кораби; тактически сведения, за например, типа ордери на корабите, което позволява на ракетата да определи, че пред нея има конвой, авионосна или десантна група, и да атакува главните цели в нейния състав; данни за противодействията със средствата на радиоелектронна борба на противника, способни с поставянето на смущения да отвеждат ракетите от целта; тактически маневри за уклонение от огъня на средствата за противовъздушна отбрана.
За повишаване на бойната устойчивост П-700 носи станция за поставяне на радиосмущения 3Б47 „Кварц“ и устройства за пускане на диполни отражатели и лъжливи цели.

## Използване
Ракетите се пускат от контейнерни наклонени пускови установки СМ-225 (за подводните лодки) или СМ-233 (за надводните кораби), разположени под палубата на кораба-носител под ъгъл 60 градуса. Преди старта, за намаляване на термичните натоварвания върху пусковата установка, контейнера се запълва със забордна вода.
При стрелба на големи далечини (над 100 – 120 км), ракетите се издигат на височина 14 000 – 17 000 метра и изпълняват по-голямата част от полета на нея за да се снижи съпротивлението на въздуха (и, съответно, разходът на гориво) и да се увеличи радиусът на откриване на целите от ГСН. Откривайки целта, ракетите провеждат идентификация, разпределят между себе си целите и след това се снижават до височина 25 метра, скривайки се зад радиохоризонта от радарите на кораба-носител, след което летят на ниска височина с изключени ГСН, включвайки ги отново едва за точното насочване непосредствено преди атаката. Атаката на съединение се организира така, че поражението на второстепенните цели става само след унищожаването на приоритетните, и така, че една цел не се атакува с повече от необходимите за нейното поразяване брой ракети. При това ПКР използват програмирани тактически маневри за отклонение от огъня на средствата за противовъздушната отбрана, а също използват бордовите си средства за радиоелектронно противодействие.
Тъй като по време за полета на ракетата на голяма далечина е значително, и целта може да излезе отвъд границите на радиуса на засичане на ГСН на ракетата, а комплексът се нуждае от точно целеуказание, осъществявано от авиационния комплекс „Успех“ на самолетите Ту-95РЦ или вертолетите Ка-25Ц, или космическия комплекс за разузнаване и целеуказание МКРЦ „Легенда“. Потенциално, ракетата също може да се използва за поражение на наземни цели, но поради липсата у ракетата на оборудване за полет на малка височина над суша, в такъв режим ракетата осъществява целия полет на голяма височина и е лека мишена за средствата на ПВО.

## Характеристики
| Параметър                       | Значение                                                                        |
| ------------------------------- | ------------------------------------------------------------------------------- |
| Дължина, м                      | 10                                                                              |
| Диаметър, м                     | 1,14 (корпус), 1,35 м (в контейнера)                                            |
| Размах на крилата, м            | 2,6                                                                             |
| Стартово тегло, кг              | 7000                                                                            |
| Скорост на височина, М          | 2,5                                                                             |
| Скорост при земята/водата, М    | 1,5                                                                             |
| Далечина на полета, км          | 550 (625) по комбинирана траектория, 145 (200) по изключително ниска траектория |
| Таван на полета, м              | 14000-17000 на маршевия участък, в зависимост от схемата на траекторията        |
| Минимална височина на полета, м | до 25 (на участъка на атаката)                                                  |
| Система за управление           | ИНС + АРЛГСН                                                                    |
| Бойна част                      | Проникваща 518 – 750 кг (според различни данни) или ядрена, до 50 кт            |

## Носители
- 8 атомни подводни крайцера от проект 949А тип „Антей“ – по 24 ПКР. Още две лодки К-148 „Краснодар“ и К-173 „Красноярск“ за в резерв или утилизация, подводната лодка К-141 „Курск“ – потънала, К-139 „Белгород“ – през декември 2012 г. е презаложена по проекта 09852.
- „Петър Велики“ – 20 ПКР. Още 3 тежки крайцера от проекта 1144.
- Тежкият авионосен крайцер „Адмирал на Флота на Съветския съюз Кузнецов“ от проекта 1143.5 – 12 ПКР.

Размерите на ракетата ограничават типове носители, на които тя може да бъде поставена. В перспектива, се предполага демонтажа на ракетите от всички носители поради нейното морално и техническо остаряване и замяната на П-700 с по-универсални и компактни противокорабни ракети „Калибър“ с по-малък радиус на действие или хиперзвуковите 3М22 „Циркон“.

## Оценка на проекта
Опитът от бойната и оперативната подготовка на ВМФ показва, че голямата маса и високата скорост на ракетите на комплекса затрудняват тяхното поражение със зенитни ракети от противника.
Ракетата нито веднъж не е използвана в бойни условия, мненията за нейната реална ефективност са противоречиви.

## Коментари
1. ↑  Данните не са еднозначни.
2. ↑  На ранните етапи от разработката се предполага използването на радиолокационен визьор с ретранслация на данните към кораба-носител за командно насочване.
3. ↑  Понастоящем МКРЦ „Легенда“ не функционира. За замяната му се разработва комплекса МКРЦ „Лиана“.
4. ↑  От 1991 г., ядрените крилати ракети с корабно базиране за Русия и САЩ са забранени от договора СНВ-1. Всички П-700 намиращи се на въоръжение са окомплектовани само с конвенционални бойни части.